# Gyeongju
Gyeongju (서울), ili Kyŏngju, je obalni grad pokrajine Sjeverni Gyeongsang u Južnoj Koreji, 370 km jugoistočno od glavnog grada, Seula, i 55 km istočno od glavnog grada pokrajine, Daegua. On je drugi po veličini grad ovog područja, odmah nakon Andonga, a oko grada su razbacane niske planine (500–700 m visine) gorja Taebaek.
Gyeongju je bio glavni grad starog kraljevstva Sila (57. pr. Kr. - 935.) koje je vladalo većim dijelom Koreje od 7. do 9. stoljeća. Iz tog vremena je u gradu ostao veliki broj arheoloških lokaliteta i kulturnih spomenika, zbog čega ga zovu "Muzej bez zidova"i. Pored slavnih hramova, kao što su Seokguram i Bulguksa, te drevnog sela Yangdong, u Gyeongju se nalaze brojni drugi spomenici koji su upisani na UNESCO-ov popis mjesta svjetske baštine u Aziji. Zbog toga je Gyeongju jedno od najposjećenijih turističkih odredišta u Južnoj Koreji.

## Povijest
Gyeongju se prvi put spominje tijekom razdoblja Samhan početkom naše ere, i to u ne-korejskim zapisima kao Saro-Guk-a. Korejski zapisi, vjerojatno na temelju dinastičkih ljetopisa kraljevstva Sila, spominju kako je Saro-Guk osnovan 57. pr. Kr., kada je šest malih sela ujedinio Bak Hyeokgeose, osnivač kraljevstva Silla, koji ga je načinio i svojom prijestolnicom. Kako se kraljevstvo širilo, promijenilo je ime u Silla,a grad se nazvao Seorabeol (doslovno "prijestolnica"), te Gyerim ("Pijetlova šuma") ili Geumseong ("Grad od zlata")
Nakon ujedinjenja poluotoka 668. godine, Gyeongju je postao središte korejskog političkog i kulturnog života, sve do rijeke Taedong. Grad je bio dom Silla dvora i velike većine kraljevstve elite. Bio je toliko uspješan da se spominje u perzijskoj knjizi Ibna Khordadbeha Knjiga Ceste i kraljevstva iz 9. stoljeća. A u korejskoj knjizi Samguk Yusa ("Spomenar tri kraljevstva") iz 13. stoljeća navodi se broj od 178.936 kućanstava, sugerirajući da je ukupno stanovništvo imalo oko milijuna. Gyeongju je u razdoblju Ujedinjenog Silla (918. – 1392.) dobio oblik utvrđenog dvorskog grada i aktivno je sudjelovao u razmjeni s Jugozapadnom Azijom, dinastijom Tang u Kini, Japanom, te je prerastao u međunarodni grad
God. 940, osnivač kraljevstva Goryeo, kralj Taejo, promijenio je ime grada u Gyeongju, što doslovno znači "Počasna oblast". God. 987., Kraljevstvo Goryeo je usvojilo sustav s tri dodatne metropole u politički važnim provincijama izvan Gaegyeonga (danas Kaesong), i Gyeongju je bio određen kao "Donggyeong" ("Istočna prijestolnica"). No, taj naslov je uklonjen 1012. god., treće godine vladavine kralja Hyeongjonga, zbog političkih rivalstava. Kasnije je Gyeongju postao sjedište pokrajine Yeongnam, iako je područje njegove uprave znatno smanjeno u 13. stoljeću. 
Pod dinastijom Joseon (1392. – 1910.), Gyeongju više nije imao nacionalnu važnost, ali je ostao regionalnim središtem. God. 1601., grad je prestao biti i pokrajinskim središtem.
Tijekom tih stoljeća, grad je pretrpio brojne rušilačke napade. U 13. stoljeću, Mongoli su uništili devetokatnu drvenu pagodu hrama Hwangnyongsa. Tijekom japanske invazije Koreje u 15. st., Gyeongju je bio vatreno bojno polje, i japanske snage su spalile drvene građevine hrama Bulguksa. U ranom Joseon razdoblju, neo-konfucijanski radikali su mnogo štete nanijeli budističkim skulpturama na brdu Namsan.
U 20. stoljeću, grad je ostao relativno malen, ali su provedena mnoga arheološka istraživanja, osobito u unutrašnjosti grobnica koje su ostale uglavnom netaknute tijekom stoljeća. Preteča današnjeg Gyeongju Narodnog muzeja, u kojemu su izloženi iskopani predmeti, otvorena je 1915. godine.
Gyeongju je u kasnijim godinama japanske okupacije postao važno željezničko raskrće linija Donghae Nambu i Jungang, koje su uspostavljene kao priprema za Drugi kinesko-japanski rat kako bi se iskoristili bogati resursi istočnog korejskog poluotoka. Nakon oslobođenja 1945. godine, Koreja je zapala u previranja, a Gyeongju nije bio iznimka. Povratnici iz inozemstva su bili brojni i za njih je izgrađeno selo u današnjem Dongcheon-don. U razdoblju sukoba koje je uslijedilo, područje Gyeongjua je postalo posebno ozloglašeno zbog velike gerilske aktivnosti u planinama. Tijekom Korejskog rata, Gyeongju je većinom bio pošteđen borbi, osim za kratko vrijeme u kasnim 1950-im kada su dijelovi grada stajali na prvim linijama, kad su sjevernokorejske snage prodrle južno od Pohanga.
1970-ih, Koreja je doživjela značajan industrijski razvoj, većinom u središtu područja Yeongnama u kojoj se nalazi i Gyeongju. Čeličana POSCO, u susjednom Pohangu, je počela s radom 1973. godine, a iste godine i kompleks za proizvodnju kemikalija u obližnjem Ulsanu. Takav je razvoj omogućio opstanak Gyeongjua.

## Znamenitosti
Gyeongju je glavno odredište u Južnoj Koreji za posjetitelje zainteresirane za kulturnu baštinu kraljevstva Sila i arhitekturu dinastije Joseon (1392. – 1910.). Grad ima 31 nacionalno blago, a Narodni muzej Gyeongju 16.333 povijesnih predmeta. U gradu razlikujemo četiri skupine povijesnih znamenitosti: gromile i njihove predmete ("Park tumula"), budistička mjesta i objekti ("Pojas planine Namsan"), utvrde i palače ("Pojas planine Wolseong"), te drevnu arhitekturu hramova Hwangnyongsa i Bunhwangsa. Oni su 2000. godine upisani na UNESCO-ov popis mjesta svjetske baštine u Aziji kao "izvanredna koncentracija korejske umjetnosti i općenito umjetničkog izričaja od 7. do 10. stoljeća". Pored ovih spomenika čak još tri su upisnai posebno kao svjetska baština: slavni hramovi Seokguram i Bulguksa, te drevno selo Yangdong.
Neolitske ostatke, uključujući keramiku mumun kulture, su iskopani u središnjem Gyeongju. Dolmeni su pronađeni na više mjesta, osobito u selima Gangdong-myeon i Moa-ri. Relikvije brončanog doba se nalaze u selima Angye-ri, Gangdong-myeon, Jukdong-ri, Ipsil-ri i Oedong-eup, dok groblja u okrugu Joyang-dong predstavljaju razdoblje Samhan konfederacije od 1. st. pr. Kr. do 3. stoljeća.
Pronađeno je 35 kraljevskih grobnica i 155 gromila u središnjem Gyeongju, a 421 gromila na rubu grada. Također, grobni humci kraljevstva Silla izgrađeni nakon razdoblja Tri kraljevstva nalaze se u središnjem Gyeongju, uključujući i gromile u okruzima Noseo-dong, Nodong-dong, Hwangnam-dong, Hwango-dong i Inwang-dong. U zapadnom Gyeongju se nalazi grob kralja Muyeola u Seoak-dongu, u blizini gromile u Chunghyo-dongu i grobnice Kim Yu-Sina. Grobnice kraljice Seondeok, te kraljeva Sinmuna, Hyogonga i Sinmua su u podnožju planine Namsan, dok su grobnice kraljeva Heonganga, Jeongganga, Gyeongmyeonga i Gyeongaea na obroncima planine. Osim grobnica, tumuli su pronađeni oko planine Namsan, u zapadnom dijelu planine Geumgang. Predmeti iskopani iz grobnica Geumgwanchong ("grobnica zlatne krune"), Seobongchong (grobnica zapadnog Feniksa"), Cheonmachong ("grobnica nebeskog konja"), te sjeverni i južni dijelovi grobnice 98. su dobri primjeri Silla kulture.

## Gradovi prijatelji
Gyeongju je zbratimljen sa sljedećim gradovima:
| - Huế, Vijetnam - Fukui, Japan - Inglewood, Kalifornija, SAD - Iksan, Južna Koreja | - Nara, Japan - Pompeji, Italija - Versailles, Francuska - Xi'an, Kina |

## Vanjske poveznice
- Službene stranice grada Gyeongjua  Arhivirana inačica izvorne stranice od 1. svibnja 2006. (Wayback Machine)
- Gradsko vijeće Gyeongjua
- Panografije 360 stupnjeva  Arhivirana inačica izvorne stranice od 2. srpnja 2011. (Wayback Machine) projekta Patrimonium-Mundi